# Bohemen

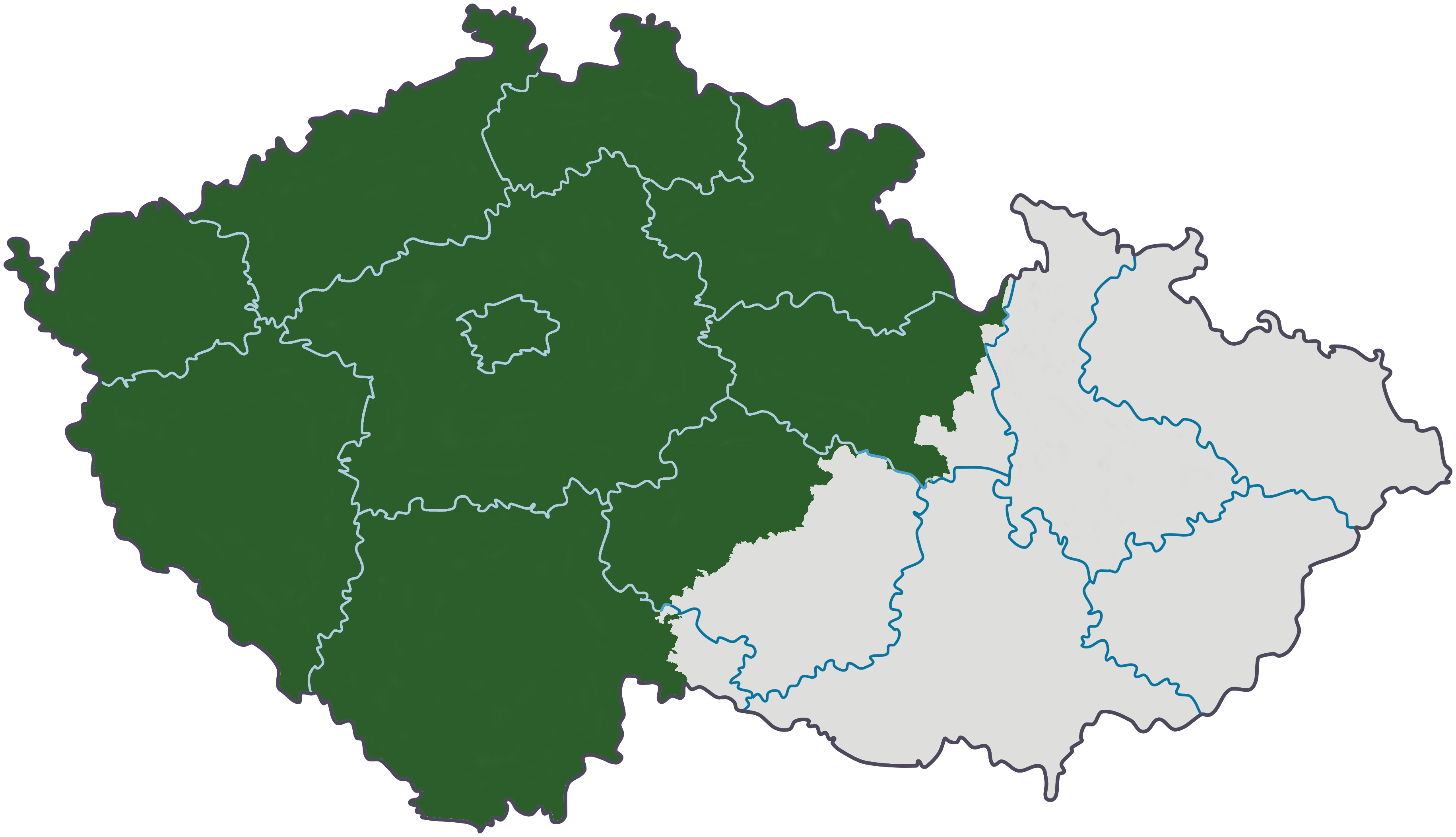
De locatie van Bohemen (groen) binnen de grenzen van Tsjechië

De vlag van Bohemen

Bohemen (Tsjechisch: Čechy, Duits: Böhmen) is een historische regio in Tsjechië. Het beslaat zo'n twee derde van het Tsjechische grondgebied. De rest van Tsjechië valt onder Moravië en een klein deel van Silezië.

## Geschiedenis
De eerste melding van Bohemen wordt gemaakt door de Romeinen: het was het woongebied van de Keltische stam Boii. Daarna namen Germaanse stammen het gebied in bezit, de bekendste daarvan was die van de Markomannen. De eerste Slavische voorouders van de huidige Tsjechen kwamen er in de zesde eeuw te wonen. In de negende eeuw behoorde het gebied tot het Moravische Rijk, dat christelijk was en op Byzantium georiënteerd. Na de val van het Moravische Rijk kwam de dynastie der Přemysliden aan de macht, die zich op Rome richtte.
Het hertogdom Bohemen werd in de elfde eeuw onderdeel van het Heilige Roomse Rijk. Keizer Hendrik IV verleende hertog Vratislav II in 1085 de titel van koning van Bohemen. De oriëntatie op omringende gebieden die ook tot het Roomse, ook wel Duitse, Rijk behoorden, bracht naast adellijke geslachten ook Saksische, Thüringse en Beierse kolonisten binnen Bohemen die werden aangeworven om de bosrijke randgebieden te ontginnen. Op hen volgden uit die streken ook handwerkslieden en handelaren die de burgerij gingen vormen van volgens Duits stadsrecht gestichte steden. In deze bevolkingsheterogeniteit ligt de basis van de nationale spanningen die zich al vroeg openbaarden en pas na de Tweede Wereldoorlog eindigden met de verdrijving van de zogenaamde Sudeten-Duitsers (zie ook Sudetenland). 
Onder Ottokar I werd de Boheemse kroon erfelijk (1198). Onder zijn kleinzoon Ottokar II bevatte het rijk ook tijdelijk delen van Oostenrijk. Inmiddels waren de Boheemse koningen deel gaan uitmaken van de hoogste adel van het Duitse Rijk. Zij verwierven in 1335 Silezië. Intussen waren de Premysliden uitgestorven en was het huis Luxemburg op de troon gekomen. In 1471 kwamen de Poolse Jagiellonen kort aan de macht. Op hen volgden de Habsburgers.
Bohemen kwam door de dood van Lodewijk II Jagiello in 1526 aan de Habsburgers, maar bleef aanvankelijk een onafhankelijk koninkrijk. In 1618 begon in Praag de Dertigjarige Oorlog en werden de jezuïeten uit Bohemen verbannen. In 1627 kwam Bohemen integraal aan Oostenrijk (vanaf 1867 Oostenrijk-Hongarije). De Habsburgers werden koningen van Bohemen. Pas vanaf 1743, toen het Habsburgse rijk begon te centraliseren, kwam er een einde aan de autonomie van Bohemen, dat vanaf nu een Oostenrijkse provincie was.
Na de Eerste Wereldoorlog werd het onderdeel van de nieuw gevormde staat Tsjecho-Slowakije. In 1938 werd het verdeeld in een Duits-sprekend deel (Sudetenland) dat door Duitsland werd geannexeerd en een Tsjechisch-sprekend deel dat als protectoraat door Duitsland werd bezet. In 1945 werd het weer deel van Tsjecho-Slowakije. De Duitssprekende bevolking werd verdreven.
Na de opsplitsing in Tsjechië en Slowakije werd Bohemen in 1992 samen met Moravië deel van Tsjechië.

## Bestuurlijke indeling
In Bohemen liggen behalve de hoofdstad Praag de volgende bestuurlijke regio's (krajs):
- Karlovy Vary
- Ústí nad Labem
- Liberec
- Hradec Králové
- Pilsen
- Midden-Bohemen
- Zuid-Bohemen

De regio's Pardubice, Vysočina en Zuid-Bohemen liggen gedeeltelijk in Bohemen en gedeeltelijk in Moravië (zie ook: Regio's van Tsjechië).

## Trivia
De benaming voor de Boheemse inwoners, Bohemer of bohemien, werd in Frankrijk, België en Nederland ook gebruikt om de Roma mee aan te duiden, die in Frankrijk beweerden uit Bohemen afkomstig te zijn. Sinds de negentiende eeuw wordt de naam ook gebruikt om vrijgevochten personen met een niet-traditionele levensstijl aan te duiden.

## Geboren in Bohemen
- Johannes Hus (1369) reformatorisch bestrijder van de Rooms-Katholieke kerk
- Jan Žižka (1360) Generaal van de Hussieten
- Georg Benda (1722) componist
- Antonín Dvořák (1841) componist
- Moritz Stifter (1857) genreschilder
- Gustav Mahler (1860) componist
- Franz Kafka (1883) schrijver (Duitstalig)
- Arthur Seyss-Inquart (1892, geboren als Zajtich) rijkscommissaris voor het Duits-bezette Nederland, na veroordeling wegens oorlogsmisdaden ter dood gebracht in 1946

## Geografie
Het gebied beslaat zo'n 52.750 km² en telt 6,25 miljoen inwoners. Het gebied is erg populair onder westerse toeristen. Dat geldt vooral voor de stad Praag en de natuurgebieden het Boheems Paradijs (Český ráj) en het Reuzengebergte (Krkonoše).

### Steden
Tot Bohemen behoren de grote steden Praag, Plzeň, České Budějovice, Liberec, Teplice en Hradec Králové.

## Bezienswaardigheden
- Lipnomeer
- Adelaarsgebergte
- Boheems Paradijs (Český ráj)
- Reuzengebergte (Krkonoše)
- Český Krumlov

## Verkeer en vervoer
De belangrijkste wegen zijn de Europese weg 50 (D5) vanaf de grens via Praag naar Brno (D1). Verder de Europese weg 49 van Karlovy Vary naar Wenen. De lokale wegen vanaf Praag naar het zuiden onder andere de Europese weg 55.

## Muziek
- Má Vlast, het beroemdste werk van de Tsjechische componist Bedřich Smetana, is geheel opgedragen aan de geschiedenis, het landschap en de legendes van Bohemen. Má Vlast wordt als het grootste nationalistische werk uit de negentiende eeuw gezien. De talrijke componisten uit Tsjechië en Moravië werden aangeduid als Boheems componist, en in de moderne tijd als Tsjechisch componist, wat in zoverre niet correct is dat velen van hen Duitstalige Bohemers (later: Sudeten-Duitsers) waren. Overigens, in het Tsjechisch bestaat geen onderscheid tussen de benamingen Boheems en Tsjechisch.